# 新古典主义画派
新古典主义画派（Neoclassicism）是18世纪欧洲流行的新古典主义思潮在美术界的表现，他们对为贵族服务的奢华菲靡的洛可可艺术不满，向古典希腊、罗马的艺术中寻求新题材。典型的代表是法国画家雅克·路易·大卫，大卫开创了新的画风，他的画风适应了当时大革命的思潮，画风严谨、庄重，他的画“处死自己儿子的布鲁斯”为法国大革命制造了舆论。大革命后他被选为公安委员会的艺术委员，创作了著名的“马拉之死”。拿破仑称帝后他成为首席宫廷画家，为拿破仑创作了“加冕式”，据说拿破仑加冕时一反常规是从教皇手中接过皇冠自己戴上的，在画中大卫表现了居中的拿破仑为皇后加冕，教皇局促一隅。波旁王朝复辟后，大卫逃亡到布鲁塞尔，客死异乡。但他的学生们继承了他的画风，新古典主义画派掌握了法兰西学院几十年，直到浪漫主义画派兴起。
多米尼克·安格尔是另一位重要的新古典主义画派画家，他曾是大卫的学生。

## 外部連結
. British Galleries. Victoria and Albert Museum.   [2007-07-17]. （原始内容存档于2012-08-03）.

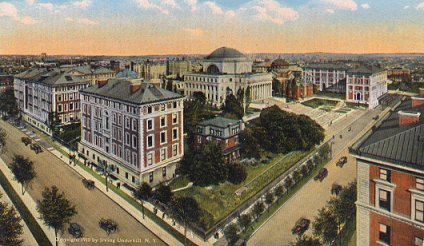
1915年的哥伦比亚大学校區素描

- Neoclassicism in the "History of Art" （页面存档备份，存于） （英文）
- Neo-classical drawings in the Flemish Art Collection （页面存档备份，存于） （荷兰文）
- 19th Century Sculpture Derived From Greek Hellenistic Influence: （页面存档备份，存于） Jacob Ungerer （英文）
- The Neoclassicising of Pompeii （页面存档备份，存于） （英文）